# X-38

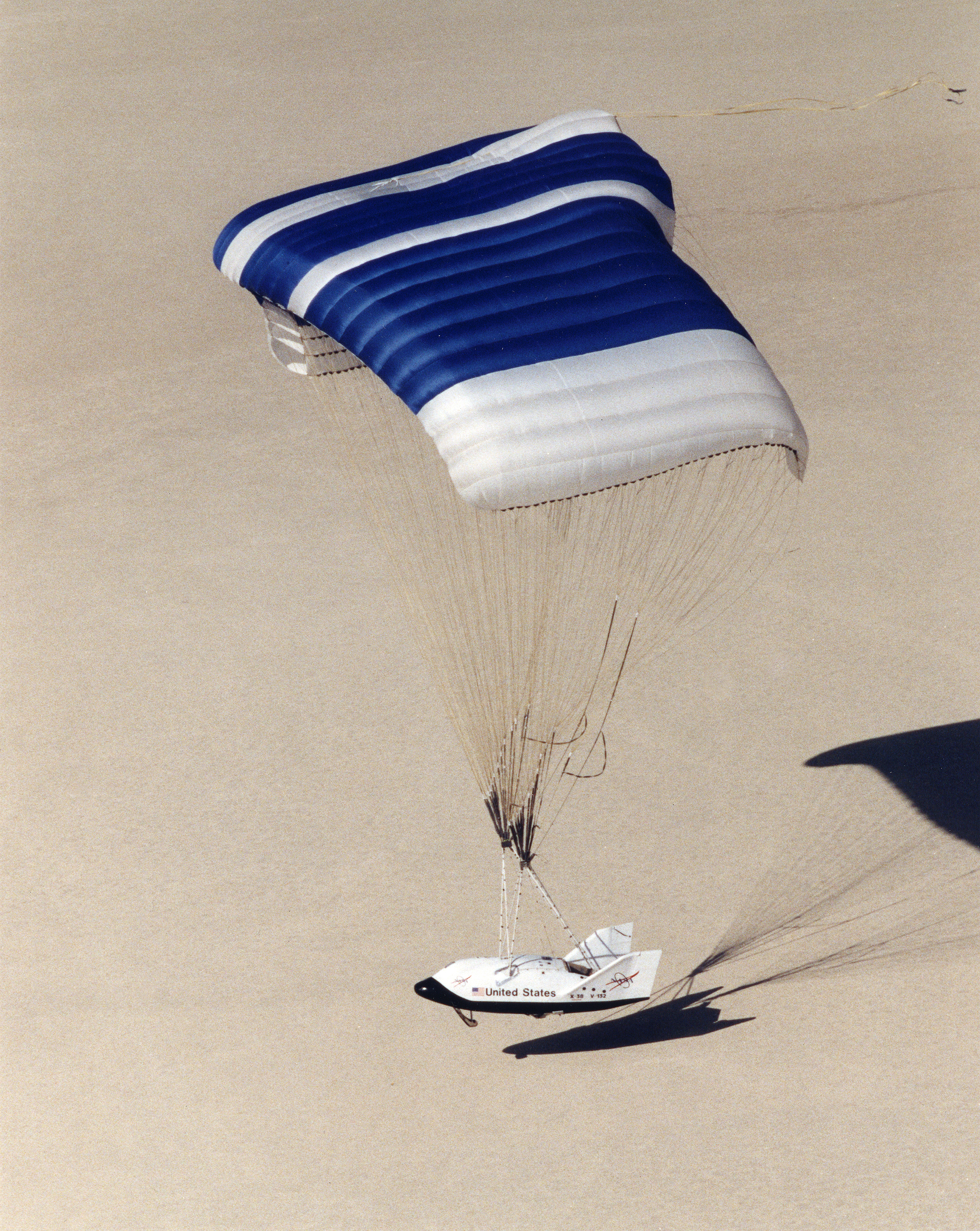
Приземление с использованием парафойла в пятом полёте. Март 2000

Х-38 Crew Return Vehicle (CRV) — прототип возвращаемого космического аппарата, выполненного по бескрылой аэродинамической схеме типа «несущий корпус» и предназначенного для аварийного возвращения на землю экипажей Международной космической станции (МКС).
Планировалась доставка на орбиту в грузовом отсеке космического корабля многоразового использования типа Спейс шаттл. Является дальнейшим развитием Х-24. Создано три сбрасываемых макетов в масштабе 1:1,2 (V131, V132 и V-131R). Работы по программе Х-38 прекращены в 2002 году, из-за урезания бюджета.